# Principi de successió faunística

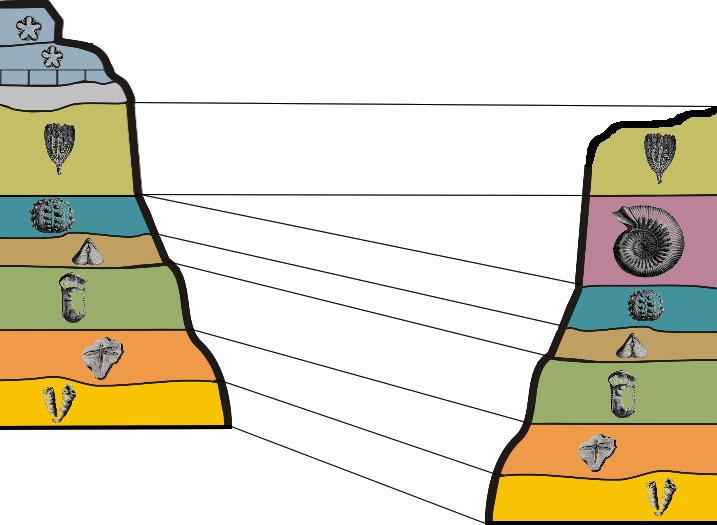

El principi de la successió faunística, també conegut com la llei de a successió faunística, està basat en l'observació dels estrats geològics de les roques sedimentàries que contenen fauna i flora fossilitzada dins una successió vertical. Un os fossilitzat de Neanderthal mai no es pot trobar en el mateix estrat que un megalosaure fossilitzat, per exemple, perquè van viure en períodes separats per milions d'anys. Això permet que els estrats identifiquin i datin els fòssils que s'hi trobin.
Aquest principi rep aquest nom per William Smith, i és de gran importància per a poder determinar l'edat relativa de roques i estrats. El contingut de fòssils junt amb la llei de la superposició ajuda a determinar la seqüència temporal en la qual es van dipositar les roques sedimentàries.
L'evolució explica la successió de fauna i flora conservada en les roques. A França Cuvier (ajudat pel mineralòleg Alexandre Brongniart) observà la successió faunística.
La bioestratigrafia és la ciència que data les roques usant els fòssils que contenen.
Al Cenozoic els foraminifera sovint es fan servir per determinar la successió faunística acompanyada per la successió d'ostracodes que va ser compilada per M. B. Hart (1972).